# Georges Krotoff
Georges Léon Robert Krotoff (* 13. Juli 1906 in Villemomble; † 6. August 1987 in Paris) war ein französischer Sprinter, der sich auf den 400-Meter-Lauf spezialisiert hatte.
Bei den Olympischen Spielen 1928 in Amsterdam wurde er Sechster in der 4-mal-400-Meter-Staffel. Im Einzelbewerb erreichte er das Halbfinale.
Seine persönliche Bestzeit von 49,4 s stellte er 1928 auf.